# Вилаят Алжир
«Вилая́т аль-Джазаир» (араб. ولاية الجزائر‎, рус. провинция Алжир) — салафитская военизированная группировка, действующая на территории Алжира. Ведёт вооружённую борьбу с правительством Алжирской Народно-Демократической Республики, а также ряда других государств Северной Африки. Является региональным отделением международной террористической организации «Исламское государство».
Ранее известна под названием «Джунд аль-Хилафа фи-Ард аль-Джазаир» (араб. جند الخلافة في أرض الجزائر‎, рус. Солдаты Халифата в Алжире). Широкую известность получила после похищения и убийства французского альпиниста Эрве Гурделя осенью 2014 года. Властями Великобритании и США признана террористической организацией.